# Большое Солдатское
Большое Солдатское — село в Курской области. Административный центр Большесолдатского района, центр Большесолдатского сельсовета.

## География
Село находится в 78 километрах к юго-западу от Курска, в 20 км от ближайшей ж/д станции Суджа. В селе протекает река Суджа. В центральной части Большого Солдатского есть церковь.

## Климат
В селе Большое Солдатское умеренный (влажный) континентальный климат без сухого сезона с тёплым  летом (Dfb в классификации Кёппена).
| Показатель                                                                  | Янв. | Фев. | Март | Апр. | Май  | Июнь | Июль | Авг. | Сен. | Окт. | Нояб. | Дек. | Год  |
| --------------------------------------------------------------------------- | ---- | ---- | ---- | ---- | ---- | ---- | ---- | ---- | ---- | ---- | ----- | ---- | ---- |
| Средний максимум, °C                                                        | −3,7 | −2,6 | 3,4  | 13,3 | 19,6 | 22,9 | 25,4 | 24,8 | 18,4 | 10,8 | 3,7   | −0,8 | 11,3 |
| Средняя температура, °C                                                     | −5,8 | −5,2 | −0,3 | 8,5  | 14,9 | 18,5 | 21   | 20,2 | 14,2 | 7,5  | 1,5   | −2,8 | 7,7  |
| Средний минимум, °C                                                         | −8,2 | −8,4 | −4,4 | 2,9  | 9,2  | 13,2 | 15,9 | 15   | 9,9  | 4,1  | −0,8  | −5   | 3,6  |
| Норма осадков, мм                                                           | 51   | 43   | 48   | 49   | 62   | 67   | 71   | 51   | 55   | 55   | 46    | 49   | 647  |
| Источник: Погода по месяцам c ru.climate-data.org(дата обращения: Май 2021) |      |      |      |      |      |      |      |      |      |      |       |      |      |

## Население
| 1939 | 1959  | 1979  | 1989  | 2002  | 2010  |
| ---- | ----- | ----- | ----- | ----- | ----- |
| 3135 | ↘2860 | ↘2302 | ↗3194 | ↘2708 | ↘2681 |

## Административное устройство
В состав Больше Солдатского сельсовета входят 4 населённых пункта:
- с. Большое Солдатское
- п. Кукуй
- д. Махов Колодезь
- д. Растворово